# Black Book (jeu vidéo)
Black Book est un jeu vidéo de rôle et d'aventure à venir, développé par Morteshka et édité par HypeTrain Digital. Le jeu est sorti en 2021.
Se déroulant dans la Russie du 19e siècle, le jeu est fortement inspiré du folklore russe. Pour garantir l'authenticité de la représentation des mythes et des lieux réels, les développeurs ont travaillé aux côtés d'anthropologues russes.

## Système de jeu
Dans le jeu, les joueurs contrôlent Vasilisa, une jeune sorcière qui parcourt le paysage de la Russie rurale, aidant les gens du peuple en cours de route. Les joueurs y parviennent en résolvant des énigmes et en s'engageant dans la bataille en utilisant un système de combat de cartes de construction de deck. Tout au long du voyage, les choix faits par le joueur affecteront l'intrigue et la progression générale du jeu.

## Développement
Le développement du jeu a commencé en 2017. Le jeu devrait sortir sur Steam, PlayStation 4, Xbox One et Nintendo Switch à la fin de 2020. C'est le deuxième jeu développé par l'équipe russe Morteshka, leur projet précédent The Mooseman s'inspire des traditions finno-ougriennes et des tribus Chud du nord de l'Europe.